# Cyrtodactylus baluensis
Espèce
Synonymes
- Gymnodactylus baluensis Mocquard, 1890

Cyrtodactylus baluensis est une espèce de geckos de la famille des Gekkonidae.

## Répartition
Cette espèce est endémique du Sabah en Malaisie. Elle se rencontre sur le mont Kinabalu.

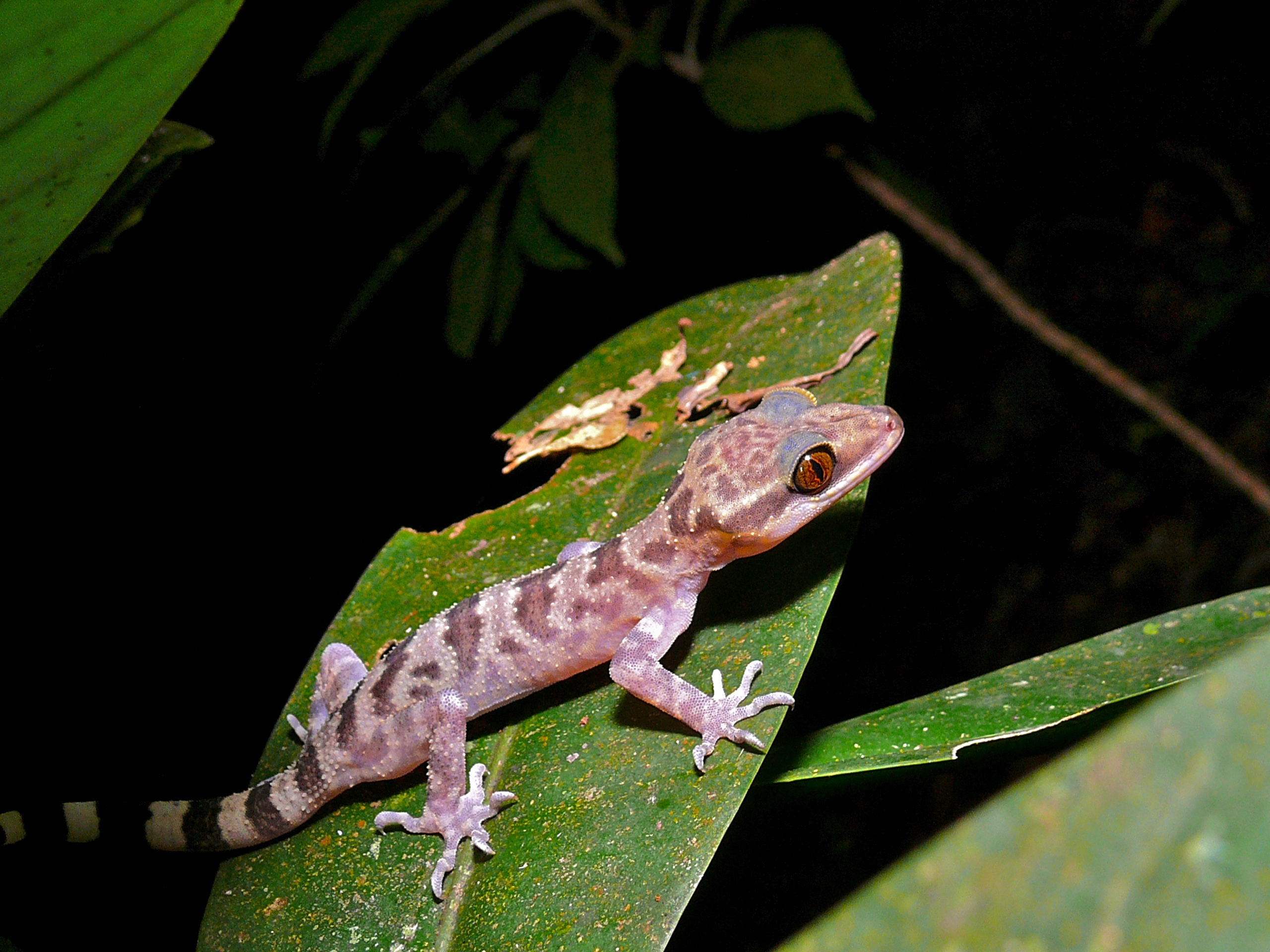
Cyrtodactylus baluensis (Parc national du Kinabalu, Malaisie)

## Étymologie
Son nom d'espèce, composé de balu et du suffixe latin -ensis, « qui vit dans, qui habite », lui a été donné en référence au lieu de sa découverte.

## Publication originale
- Mocquard, 1890 : Diagnoses d'espèces nouvelles de reptiles et de batraciens des iles Bornéo et Palawan. Le Naturaliste, Paris, ser. 2, vol. 4, p. 144-145 (texte intégral).